# Thomas Madl
Thomas Madl (* 28. April 1957 in Löbejün) ist ein deutscher vormaliger Politiker der CDU und war Mitglied im Landtag von Sachsen-Anhalt.

## Leben und Beruf
1971 schloss Thomas Madl die Polytechnische Oberschule und 1975 die Erweiterte Oberschule „August-Hermann-Francke“ mit dem Abitur ab. Sein Studium an der Technischen Hochschule Ilmenau beendete er mit dem Abschluss als Diplomingenieur für Feingerätetechnik. Von 1979 bis 1985 arbeitete er als Ingenieur in der Forschung im Zentralinstitut für Schweißtechnik Halle und von 1985 bis 1990 als wissenschaftlicher Mitarbeiter.
Er ist verheiratet und hat zwei Kinder.

## Politik
Nach der Wiedervereinigung arbeitet Madl von 1990 bis 1994 und von 1995 bis 2002 als hauptamtlicher Bürgermeister von Löbejün. Nach 2002 war er  ehrenamtlicher Bürgermeister.
Madl trat 1990 in die CDU ein. Von 1992 bis 1999 war er Beisitzer im CDU-Kreisvorstand Saalkreis und ab 1998 Mitglied im CDU-Landesvorstand. Von 1999 bis 2006 hatte er den Vorsitz im CDU-Kreisvorstand Saalkreis und ab 1999 den CDU-Fraktionsvorsitz im Kreistag Saalkreis inne.
Während der zweiten Wahlperiode von 1994 bis 1998 und ab der Landtagswahl 2002 war Madl für den Wahlkreis 34 (Saalkreis) Mitglied im Landtag von Sachsen-Anhalt. Er saß für die CDU-Fraktion im Ausschuss für Inneres, in der Parlamentarischen Kontrollkommission sowie im Ältestenrat.
Den Vorsitz des Innenausschusses des Landtages legte Madl im Zuge einer Gehaltsaffäre (Doppelbeschäftigung einer Mitarbeiterin) am 19. Mai 2009 nieder. Am 2. Juni 2009 trat Thomas Madl aus der CDU-Fraktion des Landtages aus, nachdem innerhalb der Fraktion sein Ausschluss beantragt worden war. Am 13. November 2009 wurde Madl durch Beschluss des Landtages mit 55 von 82 Stimmen aus der Parlamentarischen Kontrollkommission abgewählt. Am 25. August 2010 wurde er durch das Bundesparteigericht der CDU aus der Partei ausgeschlossen, nachdem das Landesparteigericht nur eine Rüge gegen ihn ausgesprochen hatte. Im Juni 2011 einigten sich Madl und der Landtag in einem verwaltungsgerichtlich vorgeschlagenem Vergleich auf eine Rückzahlung in Höhe von 86.000 Euro an Landeszuschüssen infolge der Doppelbeschäftigung einer Mitarbeiterin. Ein Strafverfahren gegen Madl war aufgrund der „unklaren Rechtslage“ eingestellt worden.